# Pegomya cinctinervis
Pegomya cinctinervis este o specie de muște din genul Pegomya, familia Anthomyiidae, descrisă de Stein în anul 1918. Conform Catalogue of Life specia Pegomya cinctinervis nu are subspecii cunoscute.